# L'IA et moi
L'IA et moi est une émission de télévision québécoise en six épisodes de 30 minutes animée par l'animateur et enseignant Philippe Desrosiers et présentée à partir du 28 septembre 2021 sur la chaîne Savoir média.

## Synopsis
L'IA et moi explore et analyse les impacts de l'intelligence artificielle sur notre quotidien, mettant en lumière les enjeux technologiques avec humour et esprit critique. Abordant les angles du plaisir, de l'efficacité, de l'alimentation, de l'écologie et de la santé physique et mentale, la série questionne la place qu'occupe l'intelligence artificielle dans la société.

## Épisodes
Illustré par les interventions de chercheurs, d'entrepreneurs et d'informaticiens, chaque épisode s'intéresse à un enjeu spécifique de l'intelligence artificielle dans notre quotidien : le plaisir, l'efficacité, la santé, la santé mentale, l'alimentation et l'écologie.

### L’IA et le plaisir
Philippe Desrosiers explore les liens entre l'intelligence artificielle et le plaisir en assistant à un spectacle multimédia, en participant à une partie de pêche sur le bord du fleuve et en visitant un institut de recherche où on cultive le cannabis.

### L’IA et l’efficacité
S'intéressant à la question de l'efficacité, l'épisode traite des objets connectés, intelligents ou non.

### L’IA et la santé
L'épisode explore la manière dont l'intelligence artificielle aide à dépister des signes avant-coureurs d’Alzheimer, trouver les meilleurs traitements contre le cancer et mieux sélectionner les prochains médicaments à tester.

### L’IA et la santé mentale
L'animateur met en lumière certaines des façons dans l'intelligence artificielle est utilisée en santé mentale, notamment dans la veille des émotions et le dépistage des pensées suicidaires.

### L’IA et alimentation
L'épisode explore ce que peut faire l'intelligence artificielle pour donner un meilleur accès à des aliments locaux.

### L’IA et l’écologie
Se penchant sur le triage des déchets, la visualition des effets des changements climatiques en ville et la gestion de l'énergie dans les bâtiments, cet épisode s'intéresse aux liens entre écologie et intelligence artificielle.